# Irán en los Juegos Paralímpicos de Seúl 1988
Irán estuvo representado en los Juegos Paralímpicos de Seúl 1988 por un total de 36 deportistas masculinos.

## Medallistas
El equipo paralímpico iraní obtuvo las siguientes medallas:
| Nombre | Deporte          | Evento                   |
| --- | ---------------- | ------------------------ |
| Oro |                  |                          |
| Mojtar Nurafshan | Atletismo        | Disco 3 masculino        |
| Hadi Yarahmadi | Atletismo        | Jabalina 4 masculino     |
| Javad Abdolahzadeh | Atletismo        | Jabalina 5 masculino     |
| Mohsen Barati Reza Bodagui Kazem Esmalyan Reza Gozali Said Hanifi Hosein Hashemi Asl Ali Kashfia Mohamad Mostafavi Mohamad Hosein Parastar Hadi Rezai Ahmad Shivani Mohamad Ali Tabatabai | Voleibol sentado | Torneo masculino         |
| Plata |                  |                          |
| Ahmad Rezai | Atletismo        | Jabalina L5 masculino    |
| Bronce |                  |                          |
| Said Reza Chavoshi | Atletismo        | Disco 3 masculino        |
| Hasan Samavati | Atletismo        | Disco A1-3A9L3 masculino |
| Ali Asgar Hadizadeh | Atletismo        | Peso L5 masculino        |